# جون غوردون بيرين
جون غوردون بيرين (17 أغسطس 1989 في كندا - ) هو لاعب كرة طائرة كندي في مركز ضارب خارجي ‏. شارك في الكرة الطائرة في الألعاب الأولمبية الصيفية 2016. ولعب مع Volley Piacenza ‏.

## وصلات خارجية
- جون غوردون بيرين على موقع الاتحاد الدولي beach volleyball database (الإنجليزية)
- جون غوردون بيرين على موقع الاتحاد الأوروبي (الإنجليزية)
- جون غوردون بيرين على موقع عالم الكرة الطائرة (الإنجليزية)
- جون غوردون بيرين على موقع دوري الدرجة الأولى الإيطالي للكرة الطائرة - رجال (الإيطالية)
- جون غوردون بيرين على موقع اللجنة الأولمبية الدولية (الإنجليزية)
- جون غوردون بيرين على موقع أوليمبيديا (الإنجليزية)
- جون غوردون بيرين على موقع اللجنة الأولمبية الكندية (الإنجليزية)